# Klaus Bartl

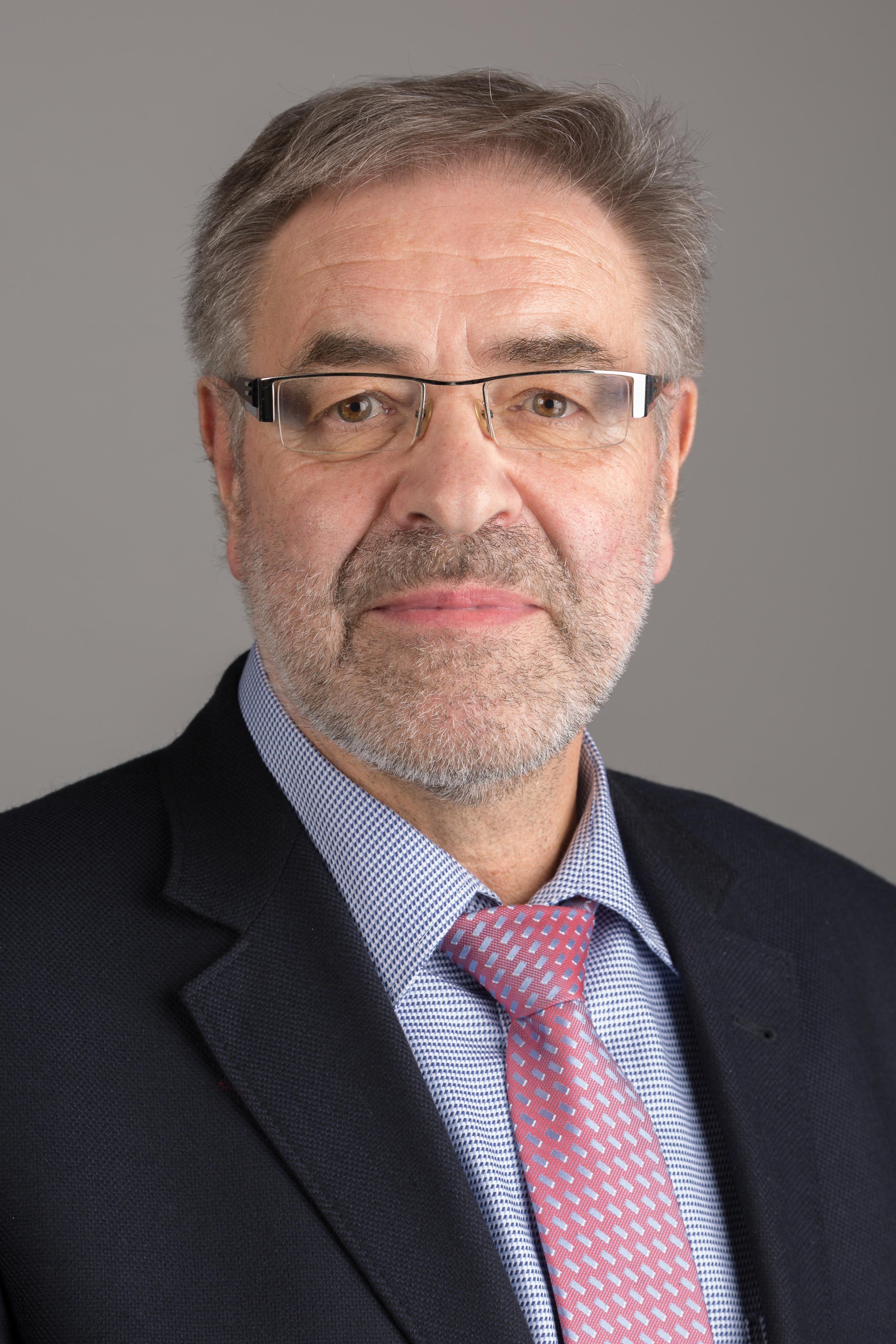
Klaus Bartl (2016)

Klaus Helmut Paul Bartl (* 23. September 1950 in Oberwiesenthal) ist ein deutscher Jurist und Politiker (SED, Die Linke), war SED-Funktionär und inoffizieller Mitarbeiter der DDR-Staatssicherheit. Er war von 1990 bis 2019 Mitglied des Sächsischen Landtags und war von 1990 bis 1994 Vorsitzender der Fraktion Linke Liste/PDS.

## Leben
Bartl besuchte von 1965 bis 1969 die Erweiterte Oberschule und absolvierte gleichzeitig eine Lehre als Facharbeiter für Agrotechnik. Von 1969 bis 1971 leistete er seinen Grundwehrdienst bei der Nationalen Volksarmee der DDR. 1971 bis 1972 war er als Bauarbeiter tätig, 1972 nahm er ein Jurastudium an der Humboldt-Universität zu Berlin, auf welches er 1976 als Diplom-Jurist und Humboldt-Preisträger abschloss. Von 1976 bis 1978 war er als Staatsanwalt tätig. Bartl ist verheiratet, hat drei Kinder und lebt derzeit in Chemnitz.

## Mitarbeiter der Staatssicherheit
1968 verpflichtete er sich als Freiwilliger Helfer der Grenztruppen an der Grenze zur Tschechoslowakei. Von 1969 bis 1971 war er Inoffizieller Mitarbeiter des Ministeriums für Staatssicherheit (Stasi-IM) unter dem Decknamen Andreas Förster Insgesamt schrieb Bartl 37 Spitzelberichte über Jugendliche und Lehrer und notierte, wer wen in Oberwiesenthal geschwängert hatte.

## Politik

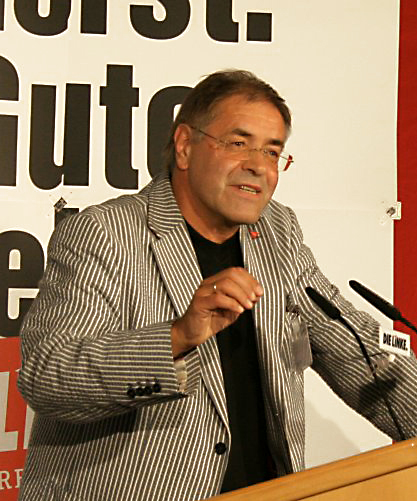
Klaus Bartl, 2009

Bartl trat 1973 der SED bei. Von 1979 bis 1989 war er politischer Mitarbeiter und Abteilungsleiter für Staats- und Rechtsfragen der SED-Bezirksleitung Karl-Marx-Stadt und dort unter anderem zuständig für das „Zurückdrängen von Ausreiseanträgen“. Bartl saß von 1986 bis 1989 als Abgeordneter im Bezirkstag Karl-Marx-Stadt und war dort Vorsitzender einer ständigen Kommission und Fraktion. Von 1989 bis 1990 saß er als Vertreter der SED am Runden Tisch im Bezirk Karl-Marx-Stadt. 1990 war er als wissenschaftlicher Mitarbeiter der PDS-Fraktion in der Volkskammer beschäftigt. Im Juni 1990 erhielt er seine Zulassung als Rechtsanwalt. Von 1990 bis 1991 war er Vorsitzender der PDS in Sachsen. Er ist seit 1993 praktizierender Rechtsanwalt.
Bartl war seit Oktober 1990 Mitglied des Sächsischen Landtags, von 1990 bis 1994 Vorsitzender der Fraktion Linke Liste/PDS im Sächsischen Landtag, von 1990 bis 1992 Mitglied des Verfassungsausschusses zur Erarbeitung der Verfassung des Freistaates Sachsen und seit 1994 Arbeitskreisleiter Demokratisierung, Verfassung, Recht, Innen- und Europapolitik der PDS-Landtags-Fraktion beziehungsweise der Linken-Fraktion. Er ist derzeit Verfassungs- und rechtspolitischer Sprecher für Die Linke, Mitglied im Ausschuss Verfassung, Recht, Europa, Mitglied im Ausschuss Geschäftsordnung, Immunitätsangelegenheiten.
Er war ab April 2012 Vorsitzender im Untersuchungsausschuss zu „kriminellen und korruptiven Netzwerken in Sachsen“ („Sachsensumpf“) sowie stellvertretender Vorsitzender des ersten sächsischen NSU-Untersuchungsausschusses „Neonazistische Terrornetzwerke in Sachsen“. Zudem ist er seit Herbst 2014 Vorsitzender des Verfassungs- und Rechtsausschusses des Sächsischen Landtages.
Bei der Bundestagswahl 2005 kandidierte er erfolglos im Wahlkreis Chemnitz. Er ist Vorsitzender des Rothaus e. V., eines Vereins zur Förderung der politischen Kultur in Chemnitz. Im März 2006 unterzeichnete Bartl den Gründungsaufruf der vom Bundesamt für Verfassungsschutz (BfV) beobachteten, als linksextremistisch eingestuften Antikapitalistischen Linken (AKL). Am 8. November 2009 wurde er zu einem der stellvertretenden Landesvorsitzenden der Linke in Sachsen gewählt; kandidierte bei der Neuwahl des Landesvorstands im November 2011 aber nicht wieder für dieses Amt. Seit 2009 war er auch stellvertretender Fraktionsvorsitzender seiner Fraktion.
In der Klage des sächsischen Landtags gegen Herbert Goliasch (CDU) vor dem Sächsischen Verfassungsgerichtshof mit dem Ziel der Aberkennung des Landtagsmandates wegen dessen Tätigkeit als Stasi-IM vertrat ihn Klaus Bartl anwaltlich.
Bei der Landtagswahl 2019 kandidierte er nicht mehr für ein Mandat.